# 宋金戦争の年表
宋金戦争の年表では、宋金戦争（1125年 - 1234年）における戦闘や和平などの一連の出来事を一覧として示す。
この戦争は、ツングース語を使う中国東北部の部族連合体であった女真族が、1115年に契丹の遼帝国に対抗し、金朝が成立したことがきっかけとなって起こった。1122年、宋と海上の盟を結んだ金はほとんど単独で遼を滅亡させた。残された両国の関係はその後悪化し、1125年冬に金は宋に宣戦し、ここで宋金戦争が始まった。宋を攻略するため南下した金軍は東西二つに分かれて華北に進入し、宋の首都の開封を包囲した。宋が賠償を約束すると金軍は撤退したが、宋は約束を守らなかった。1127年、宋の盟約違反により再び南下した金軍は開封を陥落させ、上皇徽宗・皇帝欽宗を始めとする宋の帝室や官僚を捕らえ人質として連行した。金軍の追手から逃れた徽宗の九男の康王（高宗）は江南へ後退し、宋朝を再建した（南宋）。1142年、金と南宋は紹興の和議を結び、淮水が両国の国境線に定められ、さらに南宋が歳幣を捧げる条件で和平が成立した。それでも、常に緊張状態にあった両国はしばしば衝突を起こし、金の滅亡までに両国は4回以上衝突した。

## 年表
- 日付はすべてユリウス暦

| 年   | 月日     | 事件 | 出典          |
| ---- | -------- | --- | ------------- |
| 1125 | 11月     | 金が宋に宣戦し、南下開始。                                                                                                | [ 1 ]         |
| 1126 | 1月      | 金軍が太原を包囲する。 | [ 1 ]         |
| 1126 | 1月27日  | 金軍が黄河を渡って開封へ進撃。                                                                                            | [ 2 ]         |
| 1126 | 1月28日  | 宋の徽宗が退位。欽宗が即位する。                                                                                          | [ 2 ]         |
| 1126 | 1月31日  | 金軍が開封を包囲する。 | [ 3 ]         |
| 1126 | 3月5日   | 宋側から毎年歳幣の支給を約束されると、金軍が開封の包囲を解いて撤軍する。                                                  | [ 3 ]         |
| 1126 | 6月      | 宋軍が山西と河北で金軍と交戦したが、敗れる。                                                                              | [ 3 ]         |
| 1126 | 8月26日  | 金の太宗が宋に対する討伐を命ずる。金軍が再び南侵。                                                                        | [ 4 ]         |
| 1126 | 12月     | 金軍が太原を占領して開封に至る。第二次開封包囲戦が開始。                                                                  | [ 3 ]         |
| 1127 | 1月9日   | 金軍により開封が陥落する。                                                                                                | [ 5 ]         |
| 1127 | 5月      | 徽宗・欽宗以下の宋の宗室が金に連行される。北宋滅亡。                                                                      | [ 5 ]         |
| 1127 | 6月12日  | 徽宗の九男の高宗が南京応天府で即位。南宋建国。                                                                            | [ 6 ]         |
| 1129 | 5月27日  | 高宗が長江を渡って建康に移る。宋の南遷。                                                                                  | [ 7 ] [ 8 ]   |
| 1129 | 11月     | 金が水軍を先頭に南下。高宗は追撃を避けて浙東へ逃げる。                                                                    | [ 9 ]         |
| 1130 | 3月2日   | 高宗が海路を通じて温州に至る。                                                                                            | [ 10 ]        |
| 1130 | 6月      | 韓世忠の率いる宋軍が金軍を黄天蕩で大破する。                                                                              | [ 11 ]        |
| 1130 | 10月     | 劉豫が金の傀儡国である斉の皇帝に擁立される。                                                                              | [ 8 ]         |
| 1131 | 1月31日  | 高宗が越州に戻り政務を調べる。                                                                                            | [ 12 ]        |
| 1132 | 2月2日   | 高宗が臨安に至る。この時から臨安が行在として都城の地位を固める。                                                          | [ 13 ]        |
| 1132 | 9月      | 金軍が徳安を包囲。この戦闘で火槍が初めて使用される。                                                                      | [ 14 ]        |
| 1133 | 10月23日 | 岳飛が江南西路舒蘄州制置使に任命され、長江中流域の軍団を統率する。                                                        | [ 15 ] [ 16 ] |
| 1134 | 6月      | 岳飛が北伐軍を率いて金が占領した領土の奪還に乗り出す。                                                                    | [ 17 ]        |
| 1137 | 8月26日  | 廬州の宋軍が兵乱を起こし、劉豫に投降する。                                                                                | [ 18 ]        |
| 1137 | 12月     | 金が劉豫の斉国を廃する。                                                                                                  | [ 17 ]        |
| 1138 | 4月3日   | 高宗が臨安に安居し始める。臨安が正式に宋の都となる。                                                                      | [ 19 ]        |
| 1138 | 4月17日  | 秦檜が尚書右僕射・同中書門下平章事を拝命され、宰相となる。                                                                | [ 20 ]        |
| 1141 | 5月20日  | 岳飛が高宗の命により金に対する攻略を止めて召喚される。                                                                    | [ 21 ] [ 22 ] |
| 1141 | 10月     | 宋金間の講和交渉が開始。                                                                                                  | [ 22 ]        |
| 1141 | 11月13日 | 金との和平に反対した岳飛が投獄される。                                                                                    | [ 22 ] [ 23 ] |
| 1141 | 12月20日 | 宋金間の講和成立。両国は淮水から大散関までの境界を国境と定め、宋が金に歳貢を捧げることで合意する。                        | [ 22 ]        |
| 1142 | 1月27日  | 岳飛が獄中で処刑される。                                                                                                  | [ 22 ] [ 24 ] |
| 1142 | 3月      | 宋の高宗が金の熙宗に臣属を自任する誓いの表文を送る。                                                                      | [ 25 ]        |
| 1142 | 10月9日  | 宋と金が使節を交換する。                                                                                                  | [ 26 ]        |
| 1153 | 4月21日  | 金の海陵王が燕京へ遷都し、中都と改称する。                                                                                | [ 27 ] [ 28 ] |
| 1155 | 11月18日 | 宋の宰相の秦檜が死去。 | [ 29 ]        |
| 1158 | 1月      | 海陵王が宋の使者に民間人の越境と馬匹の購入を詰責する。                                                                    | [ 28 ] [ 30 ] |
| 1159 | 3月13日  | 金が南征のための準備に着手する。                                                                                          | [ 28 ] [ 31 ] |
| 1161 | 6月14日  | 金の使者が宋の高宗の誕生日を祝いに来る。使者の不審な行動に接した宋側は臨戦態勢を備える。                                  | [ 32 ] [ 33 ] |
| 1161 | 10月15日 | 海陵王の率いる金の南征軍が開封を出発。                                                                                    | [ 33 ]        |
| 1161 | 10月28日 | 金軍が淮水に至り宋の国境を越え、長江に向かって南下。                                                                      | [ 33 ]        |
| 1161 | 11月16日 | 山東近海に出撃した宋の水軍が唐島で金の艦隊を破る（唐島の戦い）。                                                          | [ 34 ] [ 35 ] |
| 1161 | 11月26日 | 虞允文の率いる宋軍が采石磯で金軍を撃退する（采石磯の戦い）。                                                              | [ 36 ] [ 37 ] |
| 1161 | 12月15日 | 金軍陣営で兵乱が起き、海陵王が殺される。金軍の残りの部隊もすべて宋の境内から退却。                                        | [ 38 ]        |
| 1162 | 7月24日  | 高宗の退位により孝宗が即位する。                                                                                          | [ 39 ]        |
| 1163 | 6月      | 宋の北伐軍が淮水を渡って金の境内に侵入する。                                                                              | [ 40 ]        |
| 1163 | 6月27日  | 宋軍が符離で金軍に大敗する。                                                                                              | [ 41 ]        |
| 1164 | 11月     | 金軍が南下して淮南を侵犯する。                                                                                            | [ 42 ]        |
| 1164 | 11月30日 | 宋が金に緩和された条件で和平を提案。金はこれを受諾する。                                                                  | [ 43 ]        |
| 1165 | 2月21日  | 宋金間の2度目の講和成立。国境は海陵王の南征以前に戻し、両国関係を叔姪とする。宋が金に捧げる歳貢も歳幣に改称・減額される。 | [ 44 ] [ 45 ] |
| 1204 | 2月      | 宋の実権者の韓侂冑が北伐を企てる。                                                                                        | [ 46 ]        |
| 1206 | 6月14日  | 宋が金に宣戦する（開禧北伐）。                                                                                            | [ 47 ] [ 48 ] |
| 1206 | 11月30日 | 金軍が反撃に出て楚州を包囲する。                                                                                          | [ 49 ]        |
| 1206 | 12月     | 四川の呉曦が宋を裏切って金に投降する。                                                                                    | [ 50 ]        |
| 1207 | 3月29日  | 呉曦が宋の官軍により誅される。                                                                                            | [ 50 ] [ 51 ] |
| 1207 | 11月24日 | 韓侂冑が史弥遠により殺される政変が起こる。                                                                                | [ 52 ]        |
| 1208 | 7月19日  | 宋が金に和平を求める。 | [ 53 ]        |
| 1208 | 11月2日  | 宋金間の3度目の講和成立。両国関係を伯姪とし、宋は金に対する歳幣を増やすことが決まる。                                     | [ 54 ] [ 55 ] |
| 1209 | 6月7日   | 宋の史弥遠が右丞相となり政権を握る。                                                                                      | [ 56 ]        |
| 1211 | 12月2日  | 宋が金とモンゴルの衝突に備えて辺境の防御を強化させる。                                                                    | [ 57 ]        |
| 1214 | 6月20日  | 金がモンゴルの脅威を避けて開封へ遷都。これにより、金は河北と遼東に対する影響力を失う。                                    | [ 58 ]        |
| 1214 | 9月3日   | 宋が金への歳幣支給を止める。                                                                                              | [ 59 ]        |
| 1215 | 4月17日  | 宋が歳幣の減額を求めたが、金はこれを拒否する。                                                                            | [ 60 ]        |
| 1217 | 5月7日   | 金が宋の歳幣停止を口実に南侵開始。                                                                                        | [ 61 ] [ 62 ] |
| 1217 | 8月      | 宋が金から帰順して来た流民・盗賊らを召集して忠義軍を編成する。                                                            | [ 63 ]        |
| 1218 | 2月6日   | 山東の盗賊の李全が宋に投降する。                                                                                          | [ 64 ]        |
| 1219 | 8月      | 金軍が棗陽を包囲したが、宋軍の守備に阻まれ敗退する。                                                                      | [ 65 ]        |
| 1221 | 4月8日   | 金軍が蘄州を攻め落とす。この戦闘で鉄火砲が初めて使用される。                                                              | [ 66 ] [ 67 ] |
| 1221 | 5月7日   | 李全の忠義軍が淮北に帰る金軍を追撃して破る。                                                                              | [ 68 ]        |
| 1222 | 6月      | 金軍が淮水で宋軍の迎撃により大敗する。                                                                                    | [ 69 ]        |
| 1224 | 7月      | 宋金間の休戦成立。金が宋への侵攻を中断する。                                                                              | [ 70 ] [ 71 ] |
| 1227 | 6月      | 李全が宋を裏切ってモンゴルに投降する。                                                                                    | [ 72 ]        |
| 1231 | 2月18日  | 揚州を攻めた李全が宋軍に敗死し、その残党は淮北へ逃げる。                                                                  | [ 73 ] [ 74 ] |
| 1231 | 9月3日   | モンゴル軍が大散関を越えて宋の境内に侵入。漢中一帯を略奪し、対金攻略のため河南へ進攻する。                                | [ 75 ] [ 76 ] |
| 1232 | 2月8日   | モンゴル軍が鈞州三峰山で金軍の主力を壊滅させる（三峰山の戦い）。                                                          | [ 77 ]        |
| 1233 | 5月29日  | 開封がモンゴル軍により陥落。金の哀宗は蔡州へ逃げる。                                                                      | [ 78 ]        |
| 1233 | 8月      | 金軍が鄧州馬蹬山で宋軍に大敗する。                                                                                        | [ 79 ]        |
| 1233 | 9月      | 宋とモンゴルが金を挟撃することに約する。                                                                                  | [ 80 ]        |
| 1233 | 10月     | 金が宋に使者を派遣してモンゴルに対抗する同盟を求めたが、宋はこれを拒否する。                                              | [ 81 ]        |
| 1233 | 11月27日 | 宋の宰相の史弥遠が死去。                                                                                                  | [ 82 ]        |
| 1234 | 2月9日   | 宋・モンゴル連合軍が蔡州城を攻め落とす。哀宗の自縊により金滅亡。                                                          | [ 83 ] [ 84 ] |